# Pasłęk (gmina)
Pasłęk – gmina miejsko-wiejska w województwie warmińsko-mazurskim, w powiecie elbląskim. W latach 1975–1998 gmina położona była w województwie elbląskim.
W skład gminy wchodzą 34 sołectwa: Aniołowo, Awajki, Bądy, Borzynowo, Brzeziny, Drulity, Gołąbki, Gulbity, Kopina, Krasin, Kronin, Krosno, Kupin, Kwitajny, Leszczyna, Leżnice, Łukszty, Majki, Marianka, Marzewo, Nowa Wieś, Nowy Cieszyn, Robity, Rogajny, Rogowo, Rydzówka, Rzeczna, Rzędy, Sakówko, Sałkowice, Stegny, Surowe, Zielonka Pasłęcka, Zielony Grąd.
Siedziba gminy to Pasłęk.
Według danych z 30 czerwca 2004 gminę zamieszkiwało 19 340 osób. Natomiast według danych z 31 grudnia 2019 roku gminę zamieszkiwało 19 313 osób. Burmistrzem jest Wiesław Grzegorz Śniecikowski.

## Struktura powierzchni
Według danych z roku 2002 gmina Pasłęk ma obszar 264,39 km², w tym:
- użytki rolne: 74%
- użytki leśne: 14%

Gmina stanowi 18,48% powierzchni powiatu.

## Demografia

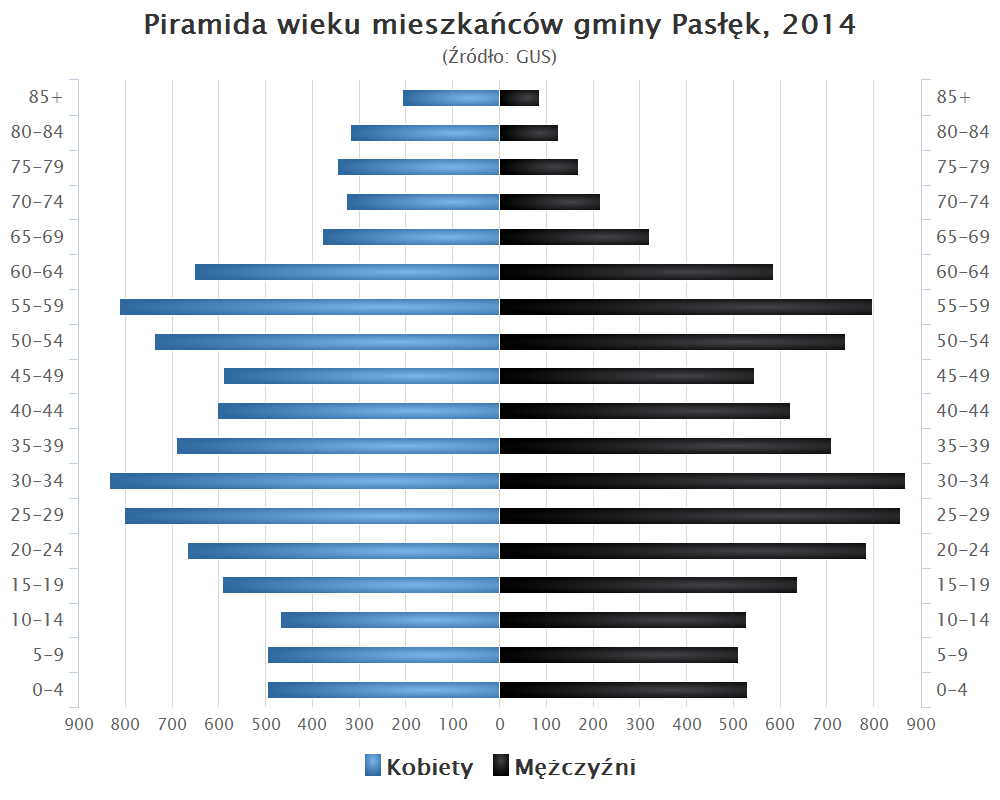
Piramida wieku mieszkańców gminy Pasłęk w 2014 roku

Dane z 30 czerwca 2004:
| Opis                              | Ogółem | Ogółem | Kobiety | Kobiety | Mężczyźni | Mężczyźni |
| --------------------------------- | ------ | ------ | ------- | ------- | --------- | --------- |
| Jednostka                         | osób   | %      | osób    | %       | osób      | %         |
| Populacja                         | 19 340 | 100    | 9846    | 50,9    | 9494      | 49,1      |
| Gęstość zaludnienia [mieszk./km²] | 73,1   | 73,1   | 37,2    | 37,2    | 35,9      | 35,9      |

## Pozostałe miejscowości niesołeckie
Anglity, Cierpkie, Czarna Góra, Dargowo, Dawidy, Gibity, Gryżyna, Kajmy, Kawki, Kąty (osada), Kąty (wieś), Kielminek, Krosienko, Krosno-Młyn, Kudyny, Kudyński Bór, Łączna, Nowe Kusy, Nowiny, Owczarnia, Piniewo, Pólko, Siódmak, Skolimowo, Sokółka, Stare Kusy, Talpity (Tolpity), Tulno, Wakarowo, Wikrowo, Wójtowizna, Zielno.

## Sąsiednie gminy
Elbląg, Godkowo, Małdyty, Milejewo, Młynary, Morąg, Rychliki, Wilczęta